# Trendings

Trendings es un periódico digital español fundado en el año 2021 en Madrid. Pertenece al grupo España Diario, editado por la empresa TQCORP Media, y comparte noticias a diario sobre los personajes más emblemáticos del mundo del corazón y la televisión de España.. Actualmente solo es publicado digitalmente a través de su página web.
Este medio digital recibe millones de visitas a diario, siendo referencia en el ámbito de la información sobre los personajes más conocidos de la prensa rosa de este país.

## Historia
La primera publicación del periódico se hizo el 7 de agosto de 2021. Originalmente publicaba noticias sobre consejos, noticias virales y noticias de famosos. Actualmente, solo publica noticias sobre la actualidad de los famosos más destacados del país. El fundador y propietario de este medio es la empresa TQCORP Media. El actual editor es Guillem Bargalló, mientras que Daniel Hernández Marín ejerce como jefe de redacción 
Trendings cuenta con presencia en la mayoría de redes sociales, así como perfiles en Google News y suscritores propios.

## Temática
Los temas tratados en Trendings son varios, entre ellos están, las relaciones amorosas, los secretos entre familiares, los momentos más virales que se producen en platós de televisión, las herencias, los outfits más destacados, los problemas de convivencia, los divorcios, los problemas de salud, los despidos laborales, los embarazos, la situación económica de los famosos, las muertes, y el día a día de los famosos.

## Países y ciudades
Este medio digital es visitado a diario por millones de personas de varios países, aunque en España se concentra el porcentaje más elevado de visitantes. Este es el ranking de los 5 países que más visitas realizan a diario al sitio web trendings.es
- España

- Estados Unidos
- México
- Venezuela
- Chile